# Властимир Тодоровић
Властимир Тодоровић (Пуковац, 1974) српски je вајар.

## Биографија
Рођен је 1974. године у Пуковцу. Завршио је школу за примењене уметности у Нишу. Дипломирао је вајарство на Факултету ликовних уметности Универзитета уметности у Београду и специјални течај у Београду. Током студија је путовао у Италију, Француску, Шпанију и Португалију. Излагао је на групној изложби „Генерација 70” у Београду 1970, Октобарском салону 1972—1973, изложби младих у Ивањици 1973—1974. и изложби Удружења ликовних уметника Србије 1974. године. Добитник је награде фонда Академије ликовних уметности 1970, награде из фонда Илије Коларовића 1972, награде на изложби младих у Ивањици 1973. и награде из фонда Владете Петрића 1974. године.